# Новоселиці (Новгородський район)
Новоселиці (рос. Новоселицы) — присілок в Новгородському районі Новгородської області Російської Федерації.
Населення становить 1623 особи. Входить до складу муніципального утворення Савинське сільське поселення.

## Історія
Від 2004 року входить до складу муніципального утворення Савинське сільське поселення.

## Населення
| 2010 |
| ---- |
| 1623 |